# Distretto di Mabalane
Il distretto di Mabalane è un distretto del Mozambico, facente parte della Provincia di Gaza.

## Suddivisioni amministrative
Il distretto è suddiviso in tre sottodistretti amministrativi (posti amministrativi):
- Mabalane
- Combomune
- Ntlavenhe